# 제76포로수용소
"제76포로수용소"는 한국에서 제작된 이한욱 감독의 1966년 영화이다. 장동휘 등이 주연으로 출연하였고 김태현 등이 제작에 참여하였다.

## 출연

### 주연
- 장동휘
- 강신성일
- 태현실

## 기타
- 원작자: 송숙영
- 조명: 정경희